# Арсений Трудолюбивый
Арсений Трудолюбивый (конец XIII — XIV век) — инок Киево-Печерского монастыря. Святой Русской церкви, почитается в лике преподобных, память совершается (по юлианскому календарю): 8 мая и 28 августа (Собор преподобных отцов Киево-Печерских Дальних пещер).

О преподобном Арсении известно из надписи на его надгробной доске (хранилась в лавре до 1941 года), которая сообщает 
Преподобный Арсений трудолюбивый никогда же являшеся празден, но всегда или моляшеся, или послушание делаше монастырское, хлеба не вкушаше разве по захождении солнца. Ныне же в свете немерцающем видения лица Божия наслаждается.
 О преподобном Арсении сообщает также «Тератургим» соборного монаха Афанасия (Кальнофойского) (1638 год). Местное почитание Арсения началось в конце XVII века когда печерский архимандрит Варлаам (Ясинский) (будущий митрополит Киевский) установил празднование Собора преподобных отцов Дальних пещер. В составленной в это время службе Арсений упомянут в 4-м тропаре 4-й песни канона — прославляется как «трудолюбцем образ» имеющий «дар чудотворения». «Описание о российских святых», известное по спискам конца XVII века, включает Арсения в число святых «града Киева».
Общецерковное почитание началось после разрешения Святейшего Синода во второй половине XVIII века включать в общецерковные месяцесловы имена ряда киевских святых. Память преподобному Арсению 8 мая установлена в честь тезоименитства с преподобным Арсением Великим.
Иконописный подлинник (конец XVIII века) указывает изображать Арсения следующим образом: «Сед, брада Сергиева, на главе клабук черн, ризы преподобническия дичь, испод бакан».